# 18123 Pavan
18123 Pavan este un asteroid din centura principală de asteroizi.

## Descriere
18123 Pavan este un asteroid din centura principală de asteroizi. A fost descoperit pe 4 iulie 2000 la Stația Anderson Mesa în cadrul programului LONEOS. Asteroidul prezintă o orbită caracterizată de o semiaxă mare de 2,96 ua, o excentricitate de 0,08 și o înclinație de 1,3° în raport cu ecliptica.